# شارمن بروكس
شارمن بروكس هي مغنية وكاتبة غنائية كندية، ولدت في 7 فبراير 1970 في ستراتفورد في كندا.

## وصلات خارجية
- الموقع الرسمي